# Appleton Estate

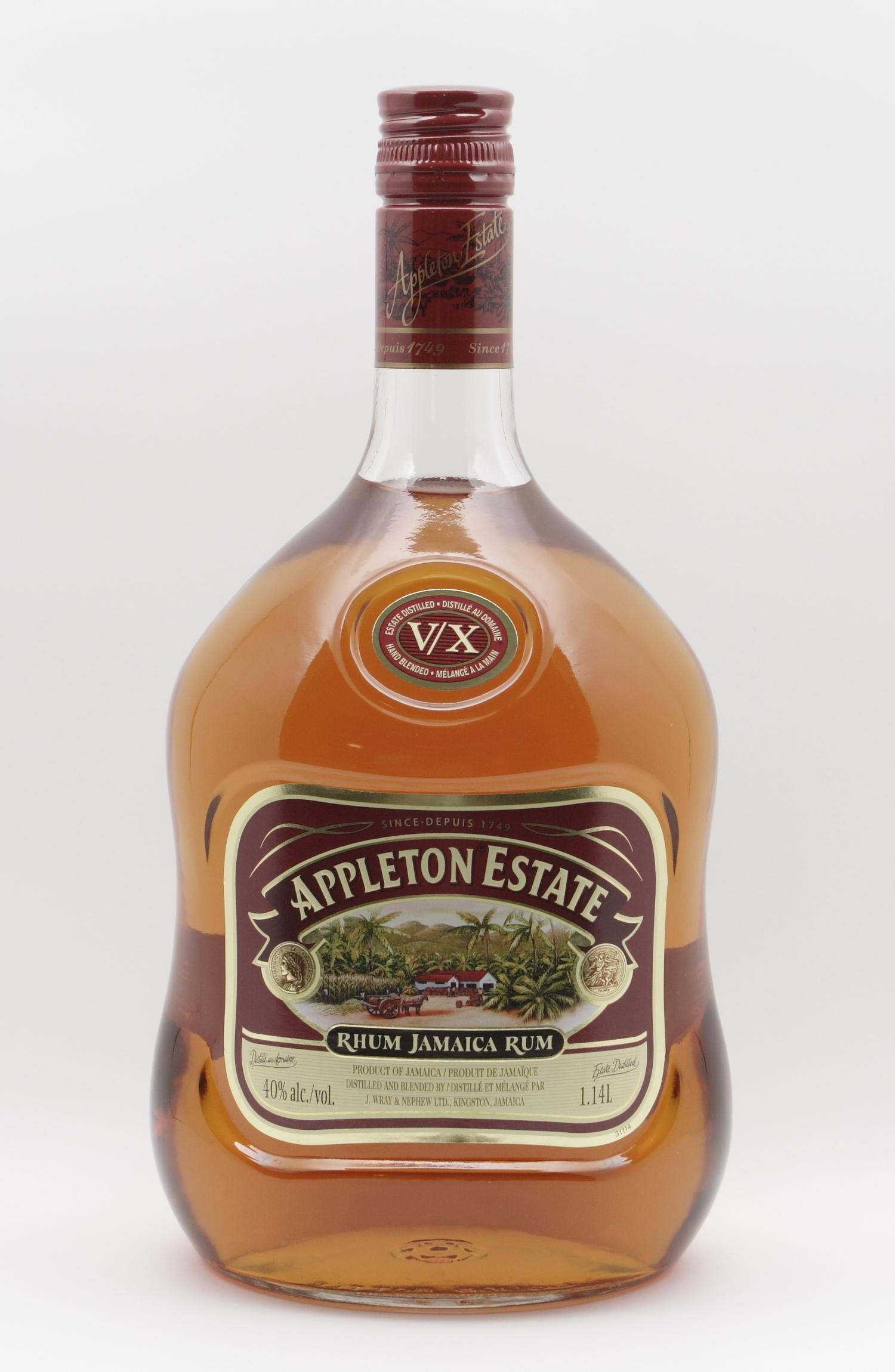
Appleton Estate V/X 1.14L Flasche.

Appleton Estate unterhält Zuckerrohr-Plantagen und Destillerien in Jamaika, in denen seit 1749 Rum produziert wird. Es werden unterschiedliche Alterungsstufen von Rum hergestellt, teilweise sehr dunkel und melasselastig, jedoch ohne die für viele jamaikanische Rums typische sehr hochestrige, fruchtige Ausprägung. Sie ist die älteste Anbaufirma und Brennerei in Jamaika.
Das Zuckerrohr wird maschinell und teilweise auf altmodische Art (mit Macheten) geerntet. Das Anbaugebiet von Appleton Estate umfasst mehr als 11.000 Acres (45 km²) Landfläche. 
Die Konzernmutter J. Wray and Nephew produziert den Wray & Nephew White Overproof Rum.

## Geschichte

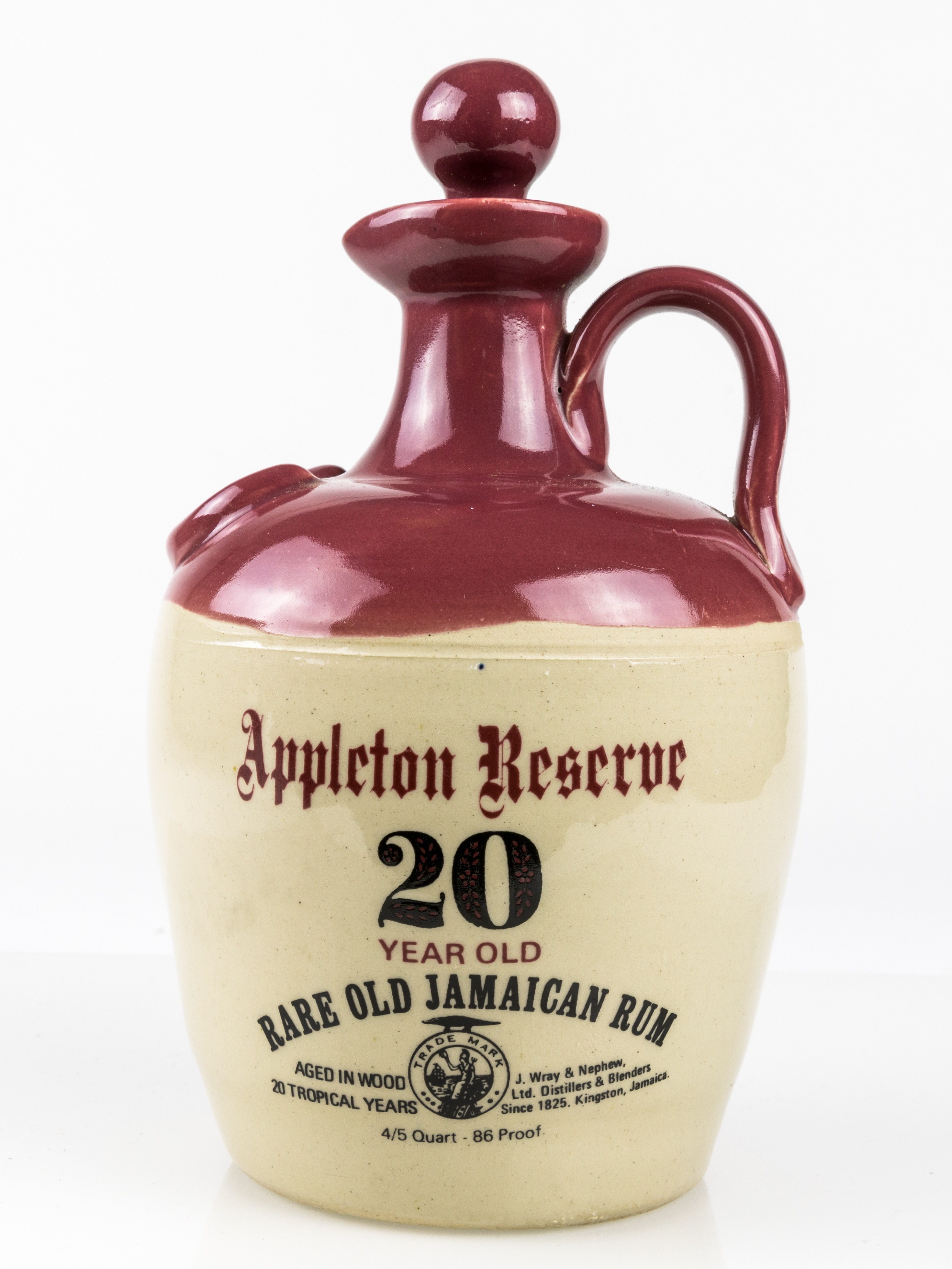
Historische Abfüllung in Steingut-Krug (1974)

Die Ursprünge von Appleton Estate gehen bis 1655 zurück, als die Briten die Kontrolle über Jamaika von den Spaniern übernahmen.
1957 wurde J. Wray & Nephew an eine Gruppe von Hauptgesellschaftern der jamaikanischen Unternehmensgruppe Lascelles deMercado verkauft, 1989 wurde J. Wray & Nephew eine vollständige Tochtergesellschaft der Gruppe. 2008 erwarb CL Financial, die größte private Firmengruppe in Trinidad und Tobago und eine der größten der gesamten Karibik, die Mehrheit an Lascelles deMercado, geriet jedoch 2009 in eine Liquiditätskrise und wurde zur Rettung verstaatlicht. 2012 übernahm die italienische Gruppo Campari von CL Financial für umgerechnet 350 Millionen Euro die Aktienmehrheit an Lascelles deMercado und damit auch die Marken Appleton, Wray & Nephew und Coruba. Es besteht eine Option auf vollständige Übernahme.

## Produkte

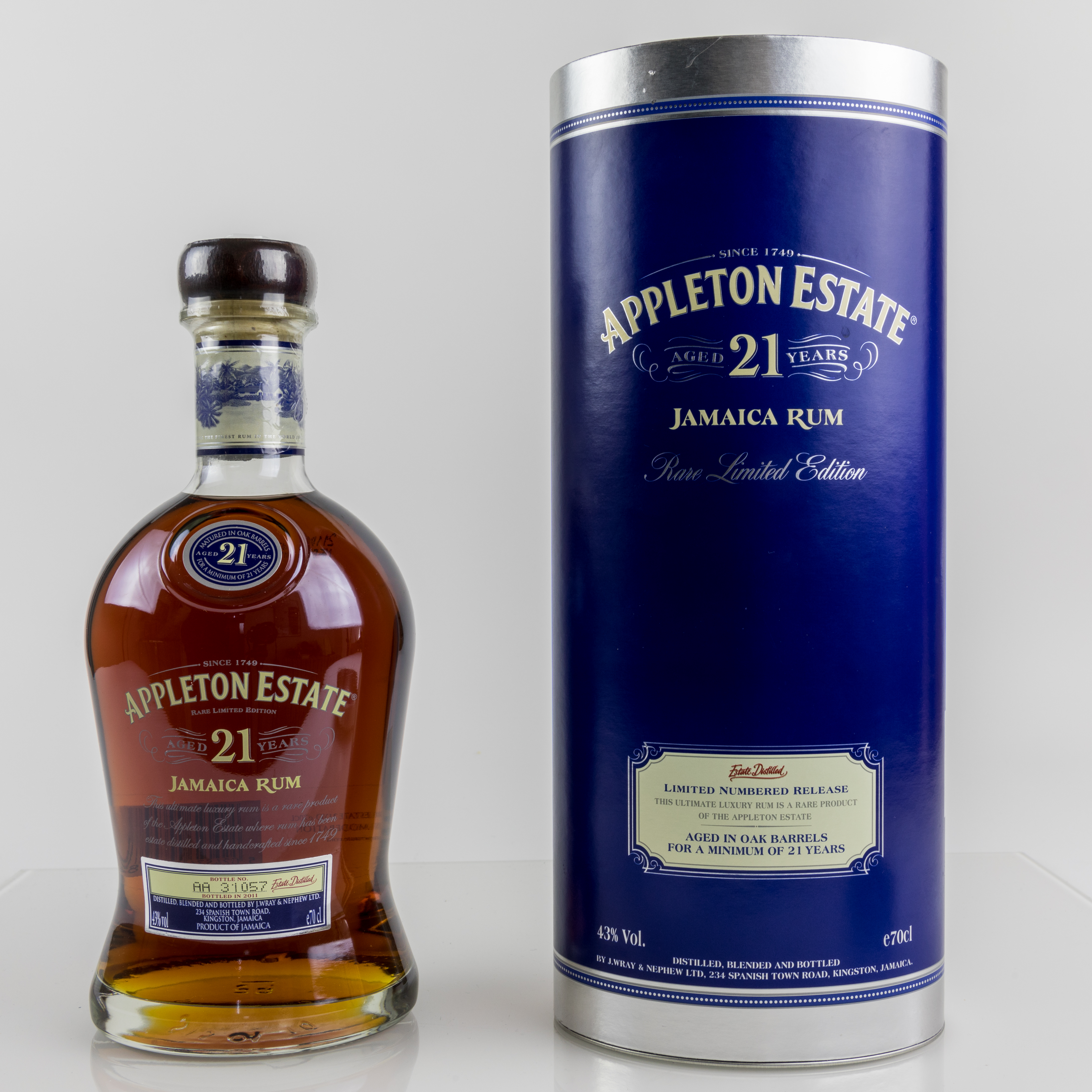
Appleton Estate Aged 21 Years (Abfüllung 2011)

Appleton Estate produziert tropische Rum-Sorten in alten Eichenholzfässern.
Von Appleton Estate wurden 61 Rums veröffentlicht (2022), u.a:
- Appleton Estate 50 Year Old Jamaica-Rum
- Appleton Estate 21 Year Old Jamaica-Rum
- Appleton Estate Rare Blend 12 Year Old
- Appleton Estate Reserve Blend
- Appleton Estate Signature Blend